# 452 Hamiltonia
452 Hamiltonia este un asteroid din centura principală, descoperit pe 6 decembrie 1899, de James Keeler.